# Египетская черепаха
Египетская черепаха (лат. Testudo kleinmanni) — вид сухопутных черепах, обитающий на Ближнем Востоке и на севере Африки.
Иногда подвид, обитающий восточнее Нила, выделяют в отдельный вид Testudo werneri.

## Описание

### Внешний вид
Мелкая черепаха. Длина карапакса самцов до 10 см, самок — до 13. Панцирь имеет желтоватую окраску с буро-жёлтой каймой по краям щитков.

### Распространение и среда обитания
Ареал этого вида узкой полосой проходит вдоль побережья Средиземного моря от юго-западного Израиля до Ливии включительно с широким разрывом на аллювиальных почвах Нила.
На территории юго-западного Израиля населяет песчаные биотопы на расстоянии 60 км от побережья Средиземного моря. Площадь мест обитания в Израиле — около 1000 км². Не переносит крайне аридных условий в пустыне и встречается только в районах, испытывающих влияние Средиземного моря. Несколько раз этих черепах находили в 200 км от побережья, в районе Каира, но это, возможно, был случайный завоз.
Плотность популяций в Израиле 4—5 особей на км², четвёртая часть этих особей половозрелые животные. Это очень низкая плотность по сравнению с другими мелкими черепахами рода.

### Питание
В природе её рацион составляют растения из рода Полыни.
В неволе египетских черепах кормят луговыми травами, листьями кустов и деревьев (свежими, засушенными, размороженными), суккулентами, съедобными домашними и садовыми растениями, изредка салатами и овощами.

### Размножение
Спаривание происходит с сентября по март, откладка яиц происходит с апреля по июль. В кладке 1—2 яйца.

### Поведение
В случае опасности египетская черепаха быстро закапывается в песок.

## Иллюстрации

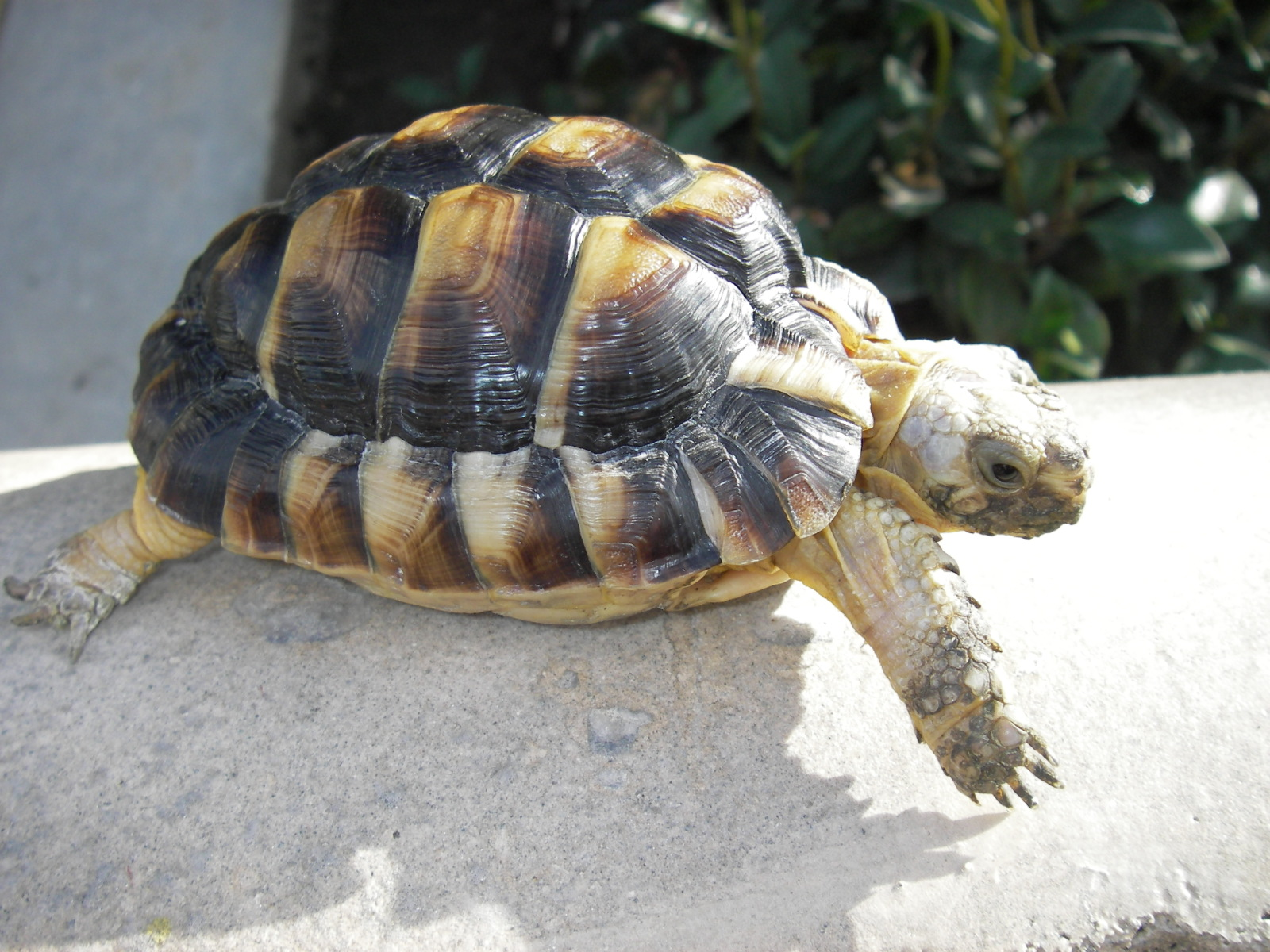
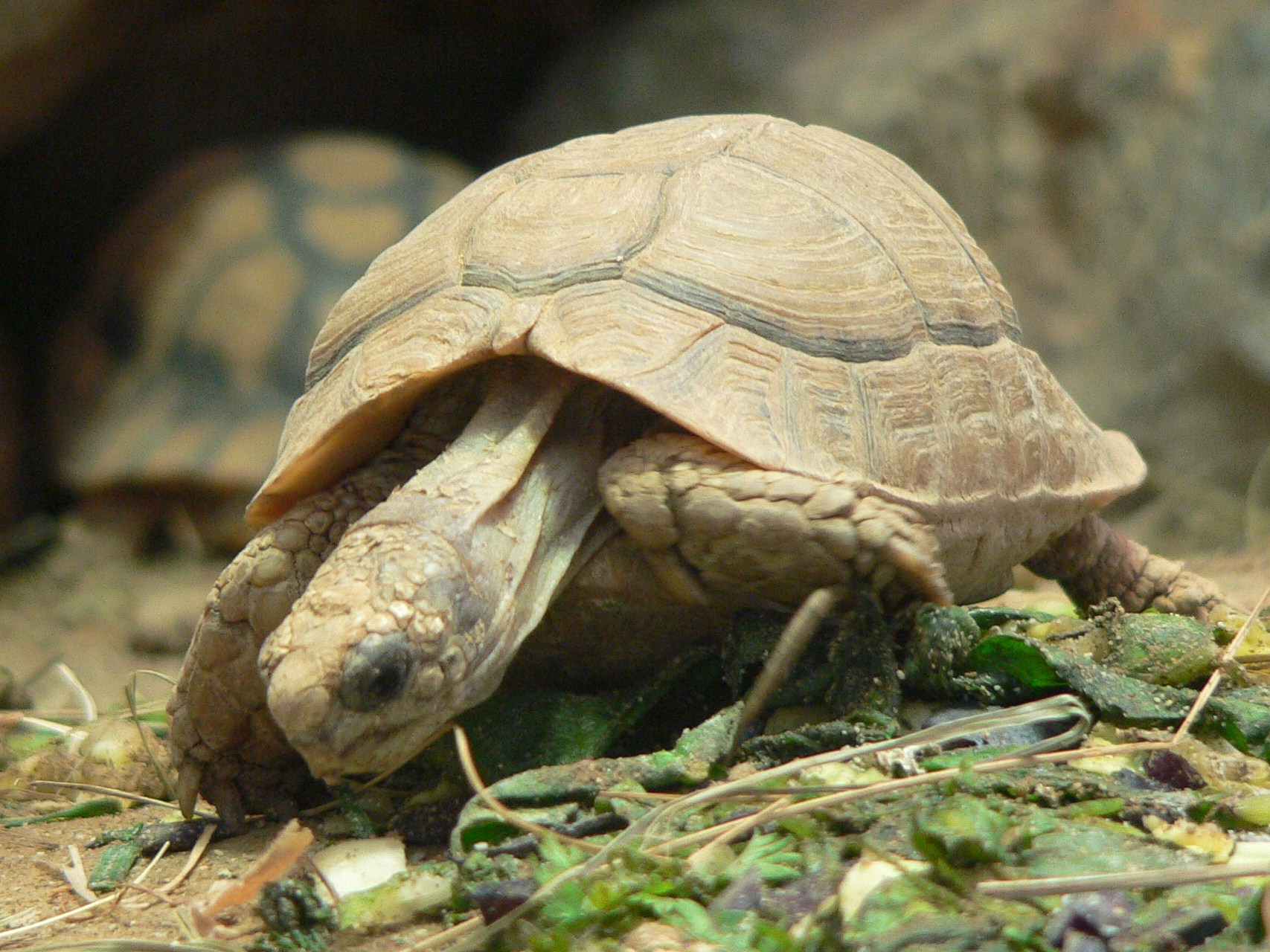
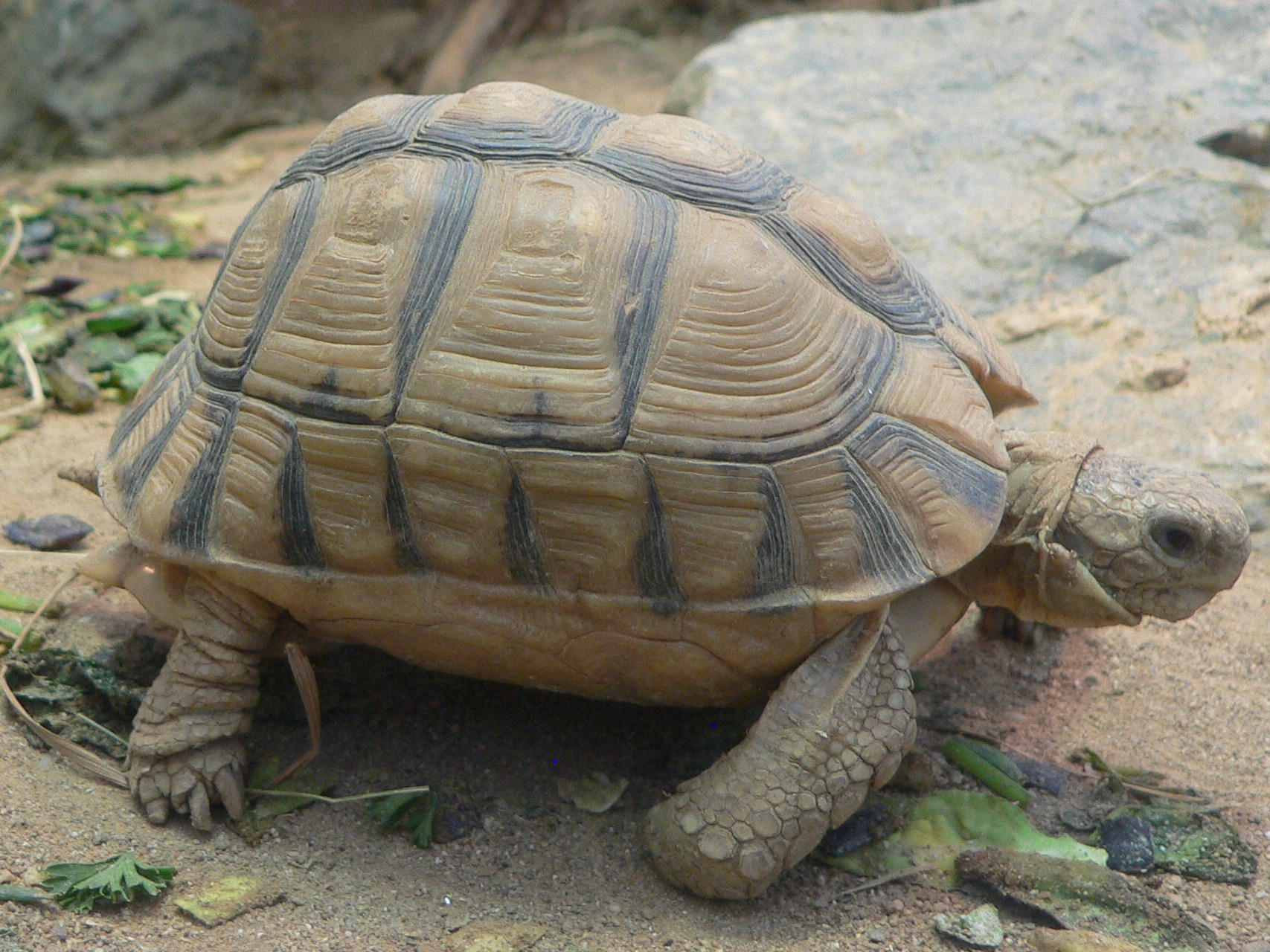
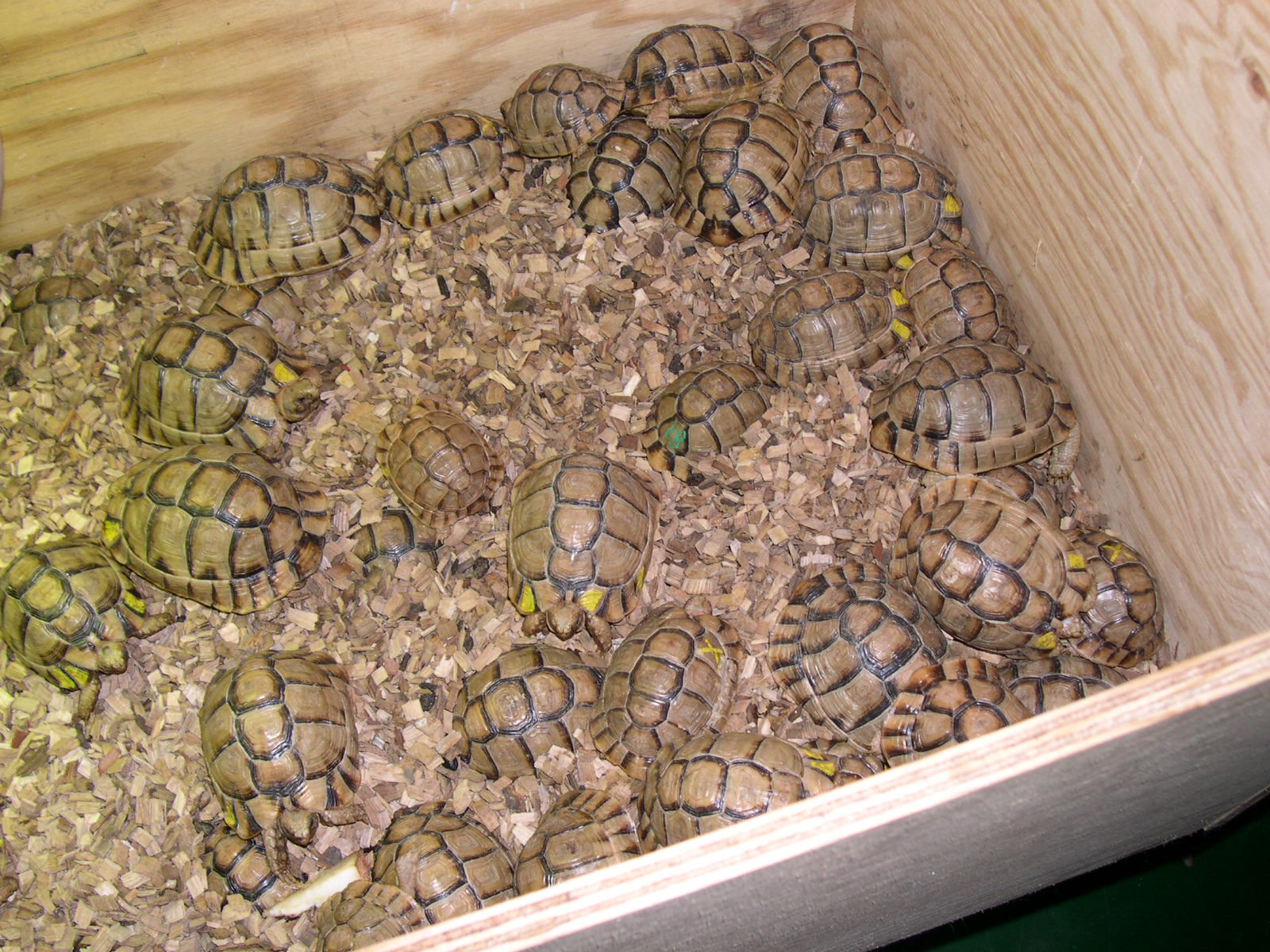
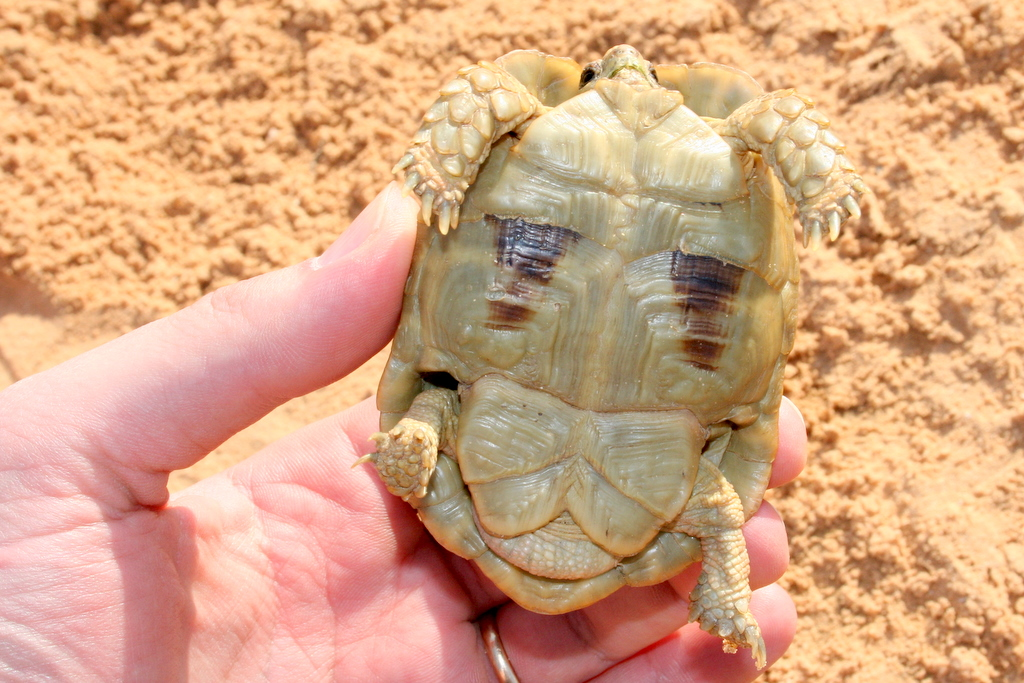
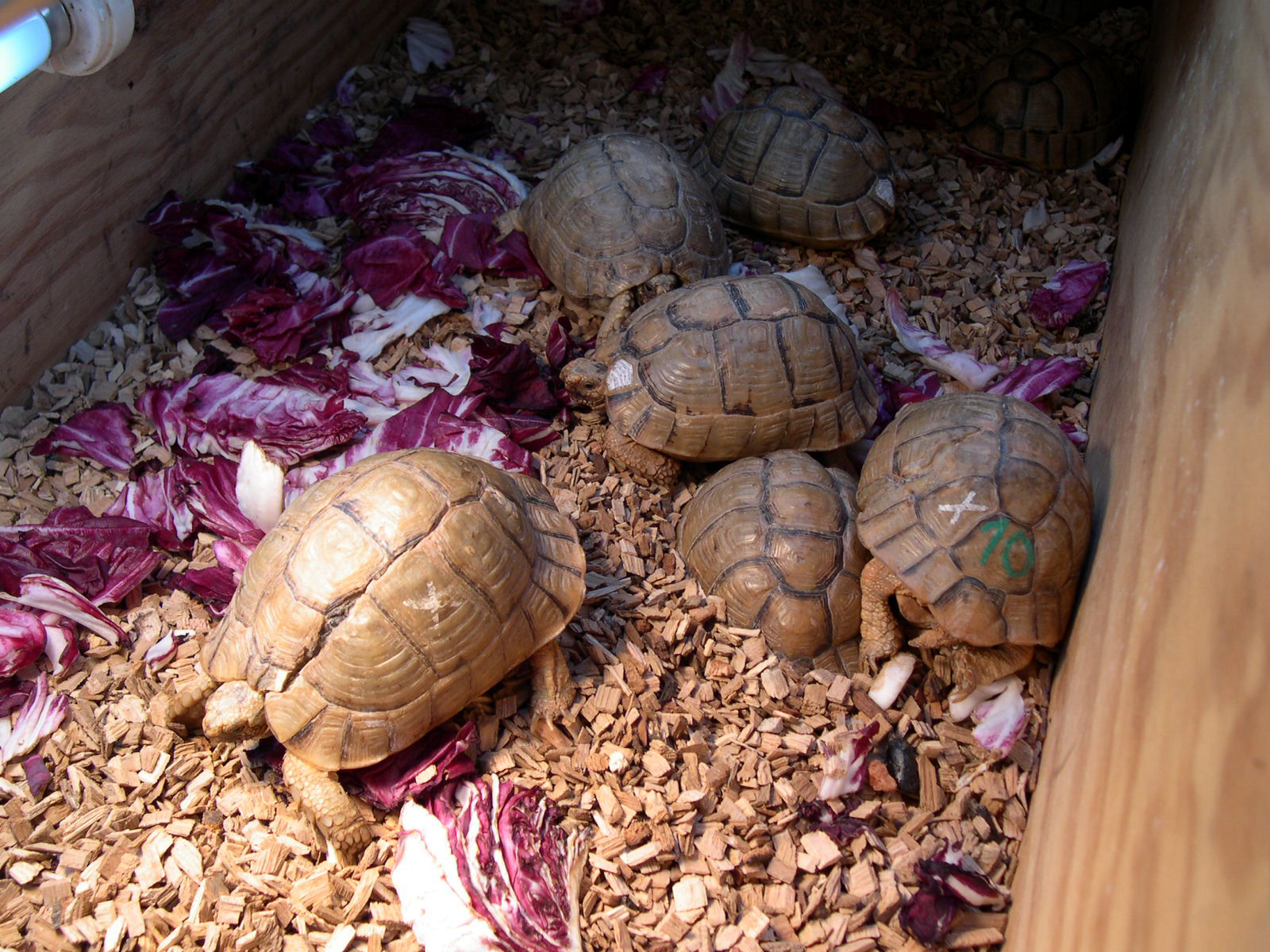
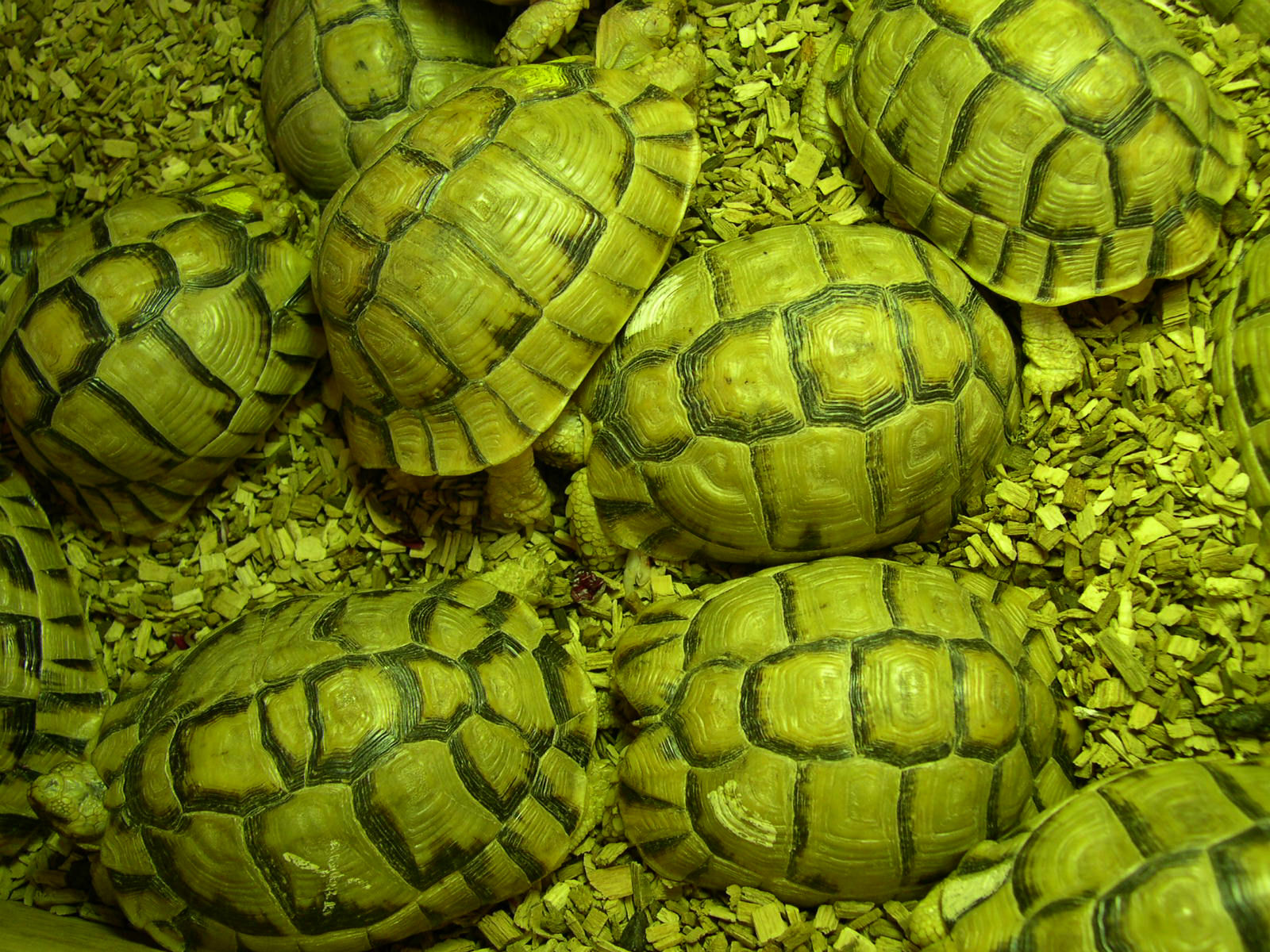
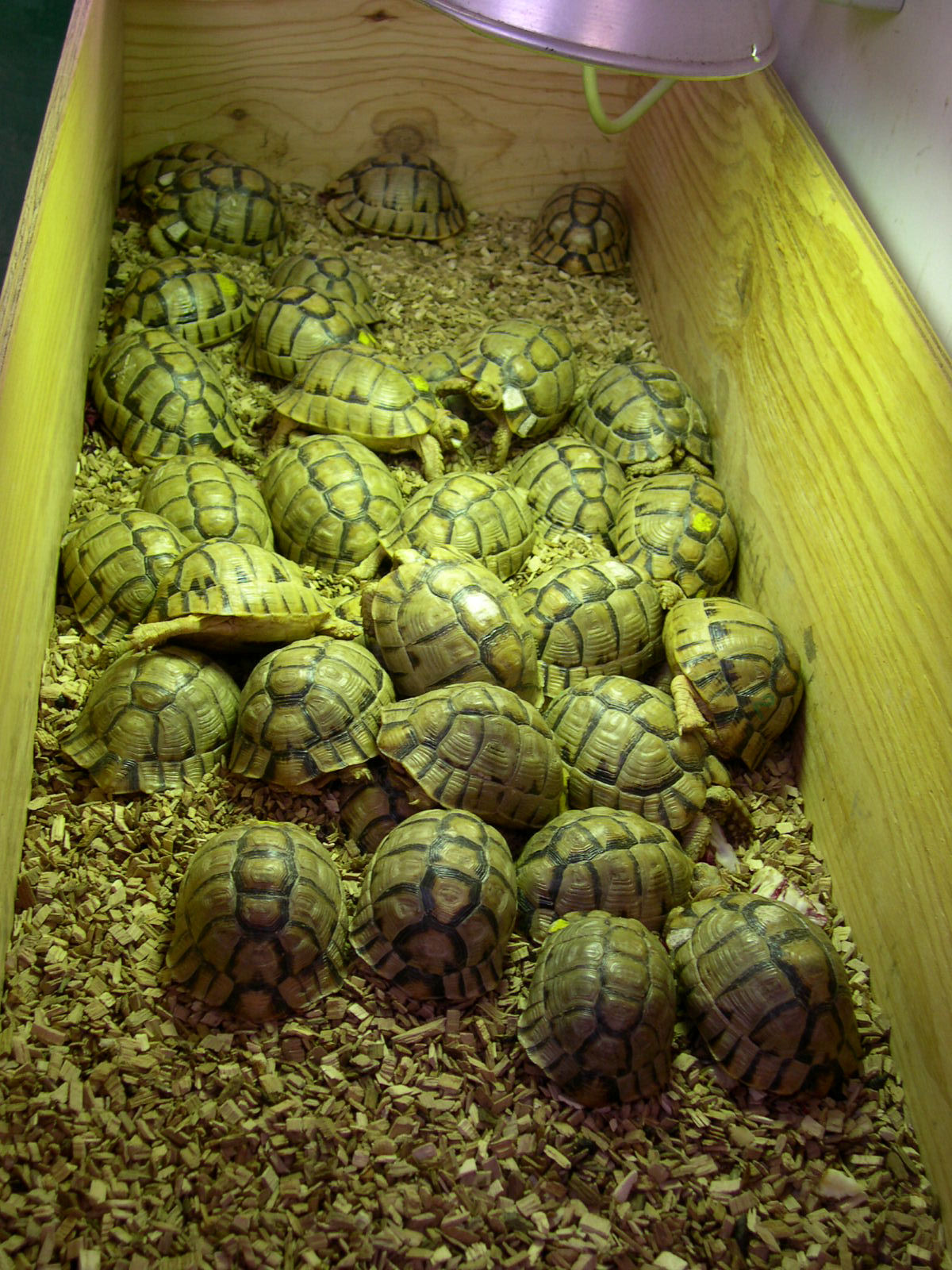
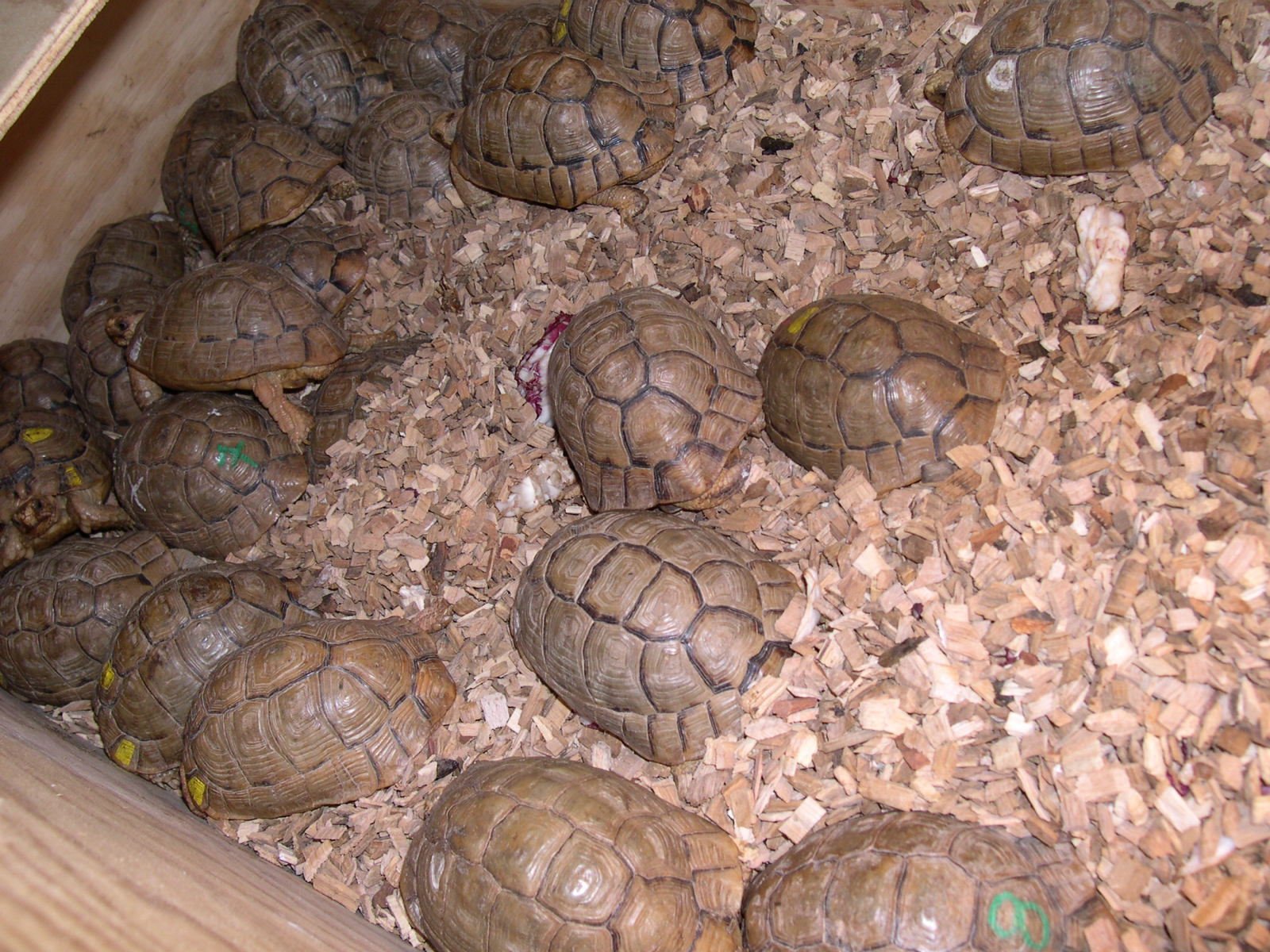

## Охрана вида
Меры охраны не разработаны.

## Содержание в неволе
Египетских черепах содержат в сухих террариумах. Температура — 28—32°С. Инкубация яиц при температуре 30 °C длится 97—119 дней.